# George Thomas
George Stanley Thomas (Leicester, 24 marzo 1997) è un calciatore gallese, attaccante del Cambridge Utd.

## Carriera

### Club
Ha giocato nella seconda divisione inglese e nella prima divisione olandese.

### Nazionale
Ha giocato nelle nazionali giovanili gallesi Under-17, Under-19 ed Under-20.
Con la nazionale Under-21 gallese ha preso parte a sei incontri di qualificazione al campionato europeo di calcio Under-21 2019.
Ha poi debuttato in nazionale maggiore in un pareggio per 0-0 in amichevole il 28 maggio 2018 contro il Messico.

## Statistiche

### Cronologia presenze e reti in nazionale
| Cronologia completa delle presenze e delle reti in nazionale ― Galles | Cronologia completa delle presenze e delle reti in nazionale ― Galles | Cronologia completa delle presenze e delle reti in nazionale ― Galles | Cronologia completa delle presenze e delle reti in nazionale ― Galles | Cronologia completa delle presenze e delle reti in nazionale ― Galles | Cronologia completa delle presenze e delle reti in nazionale ― Galles | Cronologia completa delle presenze e delle reti in nazionale ― Galles | Cronologia completa delle presenze e delle reti in nazionale ― Galles |
| Data                                                                  | Città                                                                 | In casa                                                               | Risultato                                                             | Ospiti                                                                | Competizione                                                          | Reti                                                                  | Note                                                                  |
| --------------------------------------------------------------------- | --------------------------------------------------------------------- | --------------------------------------------------------------------- | --------------------------------------------------------------------- | --------------------------------------------------------------------- | --------------------------------------------------------------------- | --------------------------------------------------------------------- | --------------------------------------------------------------------- |
| 28-5-2018                                                             | Pasadena                                                              | Messico                                                               | 0 – 0                                                                 | Galles                                                                | Amichevole                                                            | -                                                                     | 64’                                                                   |
| 16-10-2018                                                            | Dublino                                                               | Irlanda                                                               | 0 – 1                                                                 | Galles                                                                | UEFA Nations League 2018-2019 - 1º turno                              | -                                                                     | 75’                                                                   |
| 20-3-2019                                                             | Wrexham                                                               | Galles                                                                | 1 – 0                                                                 | Trinidad e Tobago                                                     | Amichevole                                                            | -                                                                     |                                                                       |
| Totale                                                                |                                                                       | Presenze                                                              | 3                                                                     |                                                                       | Reti                                                                  | 0                                                                     |                                                                       |

| Cronologia completa delle presenze e delle reti in nazionale ― Galles under 21 | Cronologia completa delle presenze e delle reti in nazionale ― Galles under 21 | Cronologia completa delle presenze e delle reti in nazionale ― Galles under 21 | Cronologia completa delle presenze e delle reti in nazionale ― Galles under 21 | Cronologia completa delle presenze e delle reti in nazionale ― Galles under 21 | Cronologia completa delle presenze e delle reti in nazionale ― Galles under 21 | Cronologia completa delle presenze e delle reti in nazionale ― Galles under 21 | Cronologia completa delle presenze e delle reti in nazionale ― Galles under 21 |
| Data                                                                           | Città                                                                          | In casa                                                                        | Risultato                                                                      | Ospiti                                                                         | Competizione                                                                   | Reti                                                                           | Note                                                                           |
| ------------------------------------------------------------------------------ | ------------------------------------------------------------------------------ | ------------------------------------------------------------------------------ | ------------------------------------------------------------------------------ | ------------------------------------------------------------------------------ | ------------------------------------------------------------------------------ | ------------------------------------------------------------------------------ | ------------------------------------------------------------------------------ |
| 1-9-2017                                                                       | Bienne                                                                         | Svizzera under 21                                                              | 0 – 3                                                                          | Galles under 21                                                                | Qual. Europeo Under-21 2019                                                    | 1                                                                              | 45’ 90+1’                                                                      |
| 5-9-2017                                                                       | Chaves                                                                         | Portogallo under 21                                                            | 2 – 0                                                                          | Galles under 21                                                                | Qual. Europeo Under-21 2019                                                    | -                                                                              |                                                                                |
| 5-10-2017                                                                      | Eschen                                                                         | Liechtenstein under 21                                                         | 1 – 3                                                                          | Galles under 21                                                                | Qual. Europeo Under-21 2019                                                    | 2                                                                              | 25’ 31’ (rig.)                                                                 |
| 10-11-2017                                                                     | Bangor                                                                         | Galles under 21                                                                | 0 – 4                                                                          | Bosnia ed Erzegovina under 21                                                  | Qual. Europeo Under-21 2019                                                    | -                                                                              | 62’                                                                            |
| 14-11-2017                                                                     | Bangor                                                                         | Galles under 21                                                                | 0 – 0                                                                          | Romania under 21                                                               | Qual. Europeo Under-21 2019                                                    | -                                                                              |                                                                                |
| 23-3-2018                                                                      | Zenica                                                                         | Bosnia ed Erzegovina under 21                                                  | 1 – 0                                                                          | Galles under 21                                                                | Qual. Europeo Under-21 2019                                                    | -                                                                              | 79’                                                                            |
| Totale                                                                         |                                                                                | Presenze                                                                       | 6                                                                              |                                                                                | Reti                                                                           | 3                                                                              |                                                                                |